# Fission Wall
La Fission Wall (in lingua inglese: parete della fissione) è una parete granitica antartica, alta 1.400 m, situata sul  versante settentrionale del Monte Griffith. È situata nelle Hays Mountains, catena montuosa che fa parte dei Monti della Regina Maud, in Antartide. 
La parete fu scalata il 16 novembre 1987 dalla spedizione geologica guidata da Edmund Stump dell'Università statale dell'Arizona nel corso del Programma Antartico degli Stati Uniti d'America. La denominazione è collegata ai campioni di roccia granitica raccolti sulla parete con spaziature di 100 m, utilizzati per stabilire l'età delle rocce con il metodo di datazione a tracce di fissione.